# Сьвенцець
Сьвенцець (пол. Święciec) — село в Польщі, у гміні Крамськ Конінського повіту Великопольського воєводства.
Населення — 304 особи (2011).
У 1975—1998 роках село належало до Конінського воєводства.

## Демографія
Демографічна структура станом на 31 березня 2011 року:
|          | Загалом | Допрацездатний вік | Працездатний вік | Постпрацездатний вік |
| -------- | ------- | ------------------ | ---------------- | -------------------- |
| Чоловіки | 161     | 44                 | 101              | 16                   |
| Жінки    | 143     | 24                 | 85               | 34                   |
| Разом    | 304     | 68                 | 186              | 50                   |